# Naran (Sükhbaatar)
Le sum de Naran (mongol : ᠨᠠᠷᠠᠨ
ᠰᠤᠮᠤ, cyrillique : Наран сум, MNS : Naran sum) est situé dans l'aïmag (ligue) de Sükhbaatar, en Mongolie. Sa population était de 1 477 habitants en 2009.